# Äggrundet, Björneborg
För andra betydelser, se Äggrundet (olika betydelser).
Äggrundet eller på finska: Munakari är en ö i Finland. Den ligger i Bottenhavet och i kommunen Björneborg i den ekonomiska regionen  Björneborgs ekonomiska region i landskapet Satakunta, i den sydvästra delen av landet. Ön ligger omkring 15 kilometer väster om Björneborg och omkring 240 kilometer nordväst om Helsingfors.
Öns area är 1,6 hektar och dess största längd är 250 meter i öst-västlig riktning.